# Jožef Konkolič
Jožef Konkolič (madžarsko Konkolics József) je slovenski (prekmurski) pisec. * Mali Dolenci, 12. marec, 1861; † Šalovci, 1. januar, 1941.
Rodil se je na Goričkem v današnjih Dolencih očetu Adamu Konkoliču ter Mariji Nemeš. Bil je prijatelj Mikloša Kovača in Janoša Županeka. Živel je v Šalovcih, ukvarjal se je s kmetijstvom. Kovač, Konkolič in dolenski župnik Jožef Klekl ml., pa tudi njegov bratranec Jožef Klekl st. so podpirali Županeka, da bi izdal svoje prekmurske pobožne pesmi v tisku. Konkolič je tudi pisal rokopisno pesmarico, a to ni ohranjena, kot Kovačeve in Županekove pesmi.